# Sony Xperia Z

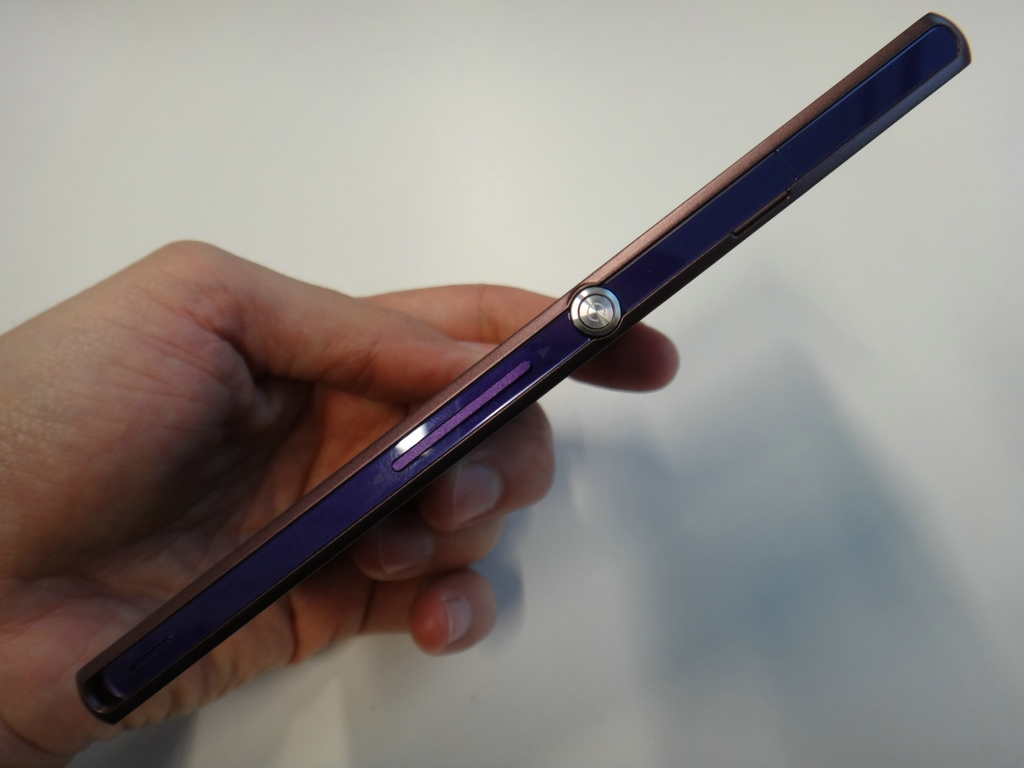
Xperia Z的電源按鈕

Sony Xperia Z是索尼移動於2013年1月CES發佈的旗艦級、支援4G LTE的智能手機（台灣版本刷入TA後可支援LTE），它具有1300萬鏡頭拍照功能、Full HD錄影的Exmor RS鏡頭，配備Full HD解像的Reality Display，支援標準的MHL轉接器，並配有Qualcomm Snapdragon S4 Pro APQ8064四核心處理器，效能更快及更有效率地使用電池。
同期的競爭對手有宏達電的HTC One(M7)和三星電子的Galaxy S4。是為索尼旗下第一部旗艦四核心機種，也是第一部全由索尼設計的旗艦機，如之前的Sony Xperia TX等皆為索尼爱立信留下的設計。

## 設計
Xperia Z套用了Sony全新的「全平衡」設計，重點在於「平衡與對稱」，而且要面面俱到，其設計元素一直到2017年仍在使用。Xperia Z擁有圓弧邊緣，正反面都為貼有玻璃的平滑反光表面，融入創新的邊框設計。
在上市後大受好評，將索尼手機部門連續的虧損轉為多年來第一次獲利營收，而後索尼繼續以此全平衡設計帶出更多的手機，而Z系列也成為索尼旗艦機的代名詞，Z系列在Z1產品線中增加了4.7吋的"Compact"產品項目，並成為往後Z系列產品線中的一支。Z系列發展至2015年9月為止，已發展至Sony Xperia Z5系列(Z5、Z5 Compact、Z5 Premium)之旗艦機。
2016年索尼手機部門改變策略，不再發展Z系列。

## 硬件
Xperia Z具備5吋Reality Display螢幕，加以Mobile Bravia Engine 2顯示技術，解析度為1920 x 1080 Full HD。採用Qualcomm APQ8064 1.5GHz四核心處理器，1310萬像素Exmor RS鏡頭，220萬像素Exmor R前置鏡頭，MHL輸出功能，內置2GBRAM、16GB快閃記憶體儲存，支援Micro-SD，並擁有IPX7(防水) & IP5X(防塵)認證。

## 操作系統
Xperia Z採用Android 4.1 Jelly Bean操作系統，取得PlayStation Certified認證，並可登入Sony Entertainment Network。
2014年5月21日香港可透過OTA/Sony PCC更新到Android 4.4.4
2014年9月9日台灣可透過Sony PC Companion更新為Android 4.4.4。
2015年5月21日台灣可透過OTA/Sony PC Companion更新為Android 5.0.2。
2015年5月31日香港可透過SONY PCC 更新到Android 5.0.2。

## 軟體
- 電話、語音撥號、電子郵件、訊息、通訊錄、設定。
- 相機
- 相簿
- 行事曆
- 時鐘、鬧鐘、碼表。
- 計算機
- 便籤
- Sony Car
- 導航
- 在地服務
- FM收音機
- WALKMAN，SONY獨家隨身聽的音樂程式。
- 新聞與氣象
- 電影工作室
- 下載
- Socialife
- Sony Select
- Xperia link
- 智慧型連線
- Stamina 省電模式
- 備份和還原
- 更新中心與支援

## 顏色
顏色包括：
| 顏色 | 名稱 | 英語   | 備註                |
| ---- | ---- | ------ | ------------------- |
|      | 黑色 | Black  |                     |
|      | 白色 | White  | C6606(美規)無此顏色 |
|      | 紫色 | Purple |                     |

## 其他
歌手艾薇兒的MV《Rock N Roll》出現Sony Xperia Z。
瑞典DJAvicii的《Wake Me Up》MV中女主角拿Sony Xperia Z自拍。
日本亞洲天后濱崎步在演出《XOXO》MV中拿Sony Xperia Z自拍。

## 外部連結
- SONY Xperia™ Z - 官方網站（页面存档备份，存于） 中文 （已失效）